# Saint-Sulpice-des-Landes (Ille-et-Vilaine)
Saint-Sulpice-des-Landes ist eine Gemeinde in der Bretagne in Frankreich. Sie gehört zum Département Ille-et-Vilaine, zum Arrondissement Redon und zum Kanton Bain-de-Bretagne.

## Geographie
Saint-Sulpice-des-Landes liegt im Tal des Aron und grenzt im Nordwesten an Bain-de-Bretagne, im Nordosten an Ercé-en-Lamée, im Südosten an Ruffigné, im Süden an Sion-les-Mines und im Westen an La Dominelais. Die Bewohner nennen sich die Sulpicien oder Sulpicienne.

## Bevölkerungsentwicklung
| Jahr      | 1962 | 1968 | 1975 | 1982 | 1990 | 1999 | 2007 | 2012 | 2013 |
| --------- | ---- | ---- | ---- | ---- | ---- | ---- | ---- | ---- | ---- |
| Einwohner | 666  | 643  | 608  | 603  | 599  | 562  | 737  | 781  | 788  |

## Sehenswürdigkeiten
Siehe auch: Liste der Monuments historiques in Saint-Sulpice-des-Landes (Ille-et-Vilaine)

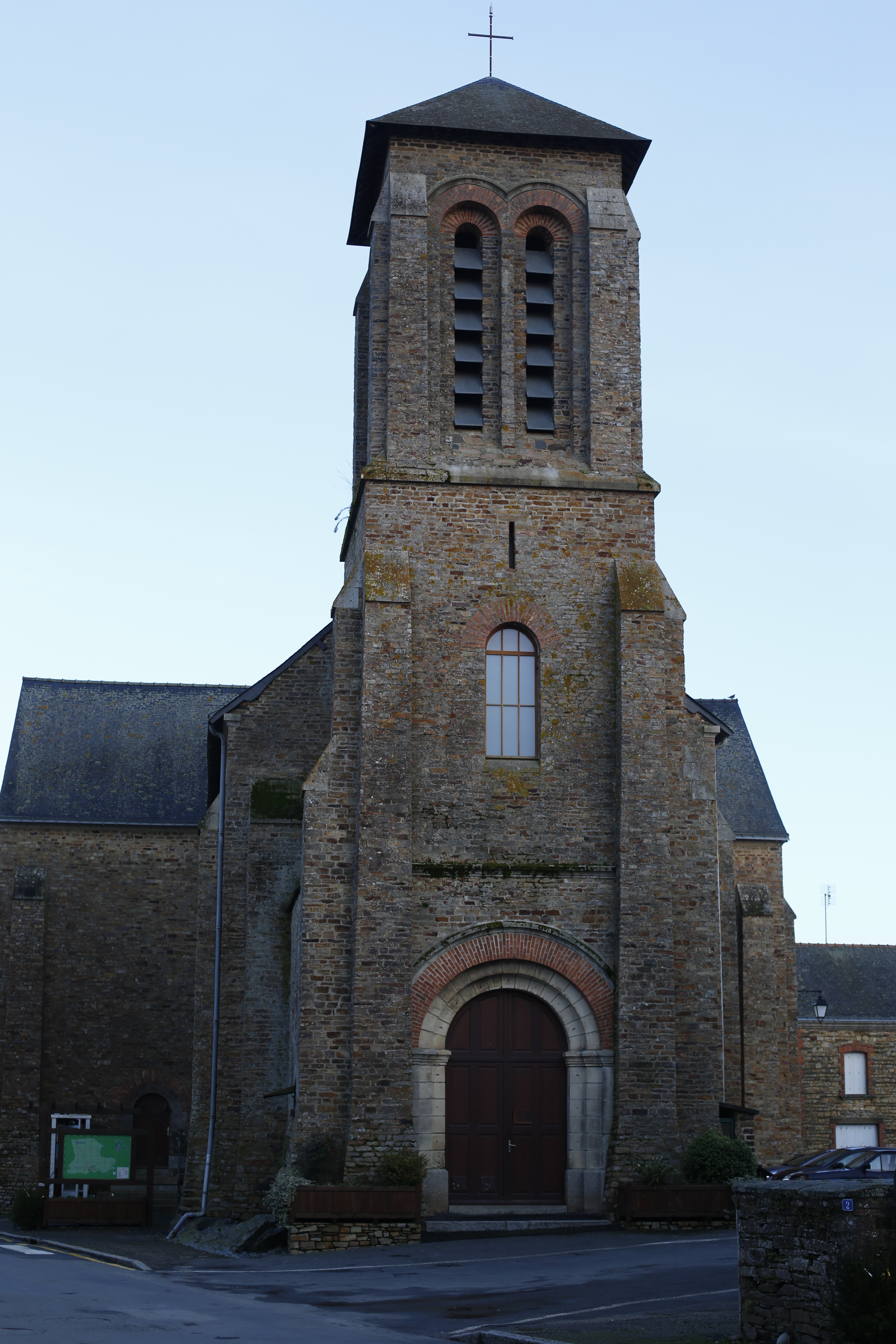
Kirche Saint-Sulpice

- Kirche Saint-Sulpice